# Trijalizam
Trijalizam ili podjela na tri dijela je zamisao i težnja da se Austro-Ugarska Monarhija preuredi u državnu zajednicu u kojoj bi uz Carevinu Austriju i Kraljevinu Ugarsku postojala i treća ravnopravna jedinica koja bi okupljala južne Slavene u jednu državnu cjelinu predvođenu Kraljevinom Hrvatskom. Pobornici te zamisli unutar Habsburške obitelji bili su kraljević Rudolf, nadvojvoda Leopold Salvator, prijestolonasljednik Franjo Ferdinand, upravo podržavanje preustroja carevine je jedan od glavnih razloga atentata na njega u Sarajevu. Posljednji kralj Karlo I.(IV.) u nekoliko navrata je podržao trijalistički preustroj na čije neprovođenje djeluje ugarska vlada i ponajprije grof Istvan Tisza, no u posljednjim danima carevine daje potporu trijalizmu pod pritiskom kralja Karla 22. listopada 1918. U Hrvatskoj poznati zagovaratelji trijalističkog preustroja carevine su Nikola Zvonimir Bjelovučić, Ivo Pilar, Stjepan Sarkotić, Svetozar Borojević, Ivo Prodan, generali Luka Šnjarić
i Mihael Mihaljević, itd.

## Proglašenje trijalističke Austro-Ugarsko-Hrvatske Monarhije 1918.
Pred sam kraj monarhije predsjednik pro-monarhističke Čiste Stranke prava dr.Aleksandar Horvat uz zastupnike Ivu Franka i Josipa Pazmana, te generale Luku Šnjarića i Mihaela Mihaljevića predvodi hrvatsko izaslanstvo u Beč i Budimpeštu u svrhu pregovora o trijalističkom ustroju monarhije. Kralj Karlo I.(IV.) prima ih u Bad Ishlu 21. Listopada 1918. i pristaje na njihove zahtjeve o preustroju monarhije, pod uvjetom da od ugarske strane dobiju priznanje s obzirom na to da je kralj dao zakletvu o integritetu krune Ugarske. Izaslanstvo je već sljedećeg dana stiglo u Budimpeštu gdje ih je dočekao grof Istvan Tisza, nakon rasprave ugarsko ministarsko vijeće pod vodstvom ugarskog premijera Aleksandra Wekerlea razrješuje kralja Karla I.(IV.) zakletve i potpisuje manifest o ujedinjenju svih hrvatskih zemalja. Odmah po potpisivanju manifesta u Zagrebu Fran Milobar prima brzojav, u kojem se traži da pripremi javni proglas o uspostavljanju Zvonimirovog kraljevstva. U to vrijeme u Zagrebu se stvaraju dva tabora, jedan za očuvanje monarhije i drugi za rušenje, zanimljivost da oba tabora na isti dan organiziraju manifestacije jedan za stvaranje trijalističke Hrvatske, a drugi za stvaranje SHS države.
Prema iskazu članova hrvatske delegacije u Budimpešti grof Istvan Tisza nakon potpisivanja manifesta poručio im “Ich sehe ein, dass wir gegenüber Kroatien grosse Fehler begangen haben” (Uvidio sam, da smo počinili velike pogreške prema Hrvatskoj)
Nakon potpisivanja manifesta u Zagrebu su tog dana bile dvije manifestacije jedna vođena za rušenje K.u.K. monarhije ispred Hrvatskog narodnog kazališta i druga za očuvanje trijalističke monarhije. Nakon mnogo pokušaja od strane hrvatskih izaslanika da se monarhija preuredi za vrijeme rata, čak i uz stalnu potporu cara Karla I. Ugarska strana je do samog kraja nastojala održati integritet zemalja krune Ugarske. Njihov konačni pristanak na preuređenje ugarske strane monarhije bio je prekasan, a sama monarhija bila pred očitim raspadom. Već sljedećeg dana 23. listopada 1918. ugarski premijer Alexander Wekerle podnosi ostavku a ugarsko ministarsko vijeće se raspušta. Hrvatski Sabor samostalno 29. listopada 1918. donosi odluku na temelju punog prava samoodređenja, koje je priznato od svih zaraćenih strana i proglašuje prekid svih državno-pravnih veza s jedne strane Kr. Dalmacije, Hrvatske, Slavonije s Rijekom, s druge strane Ugarskom i Austrijom. Posebno se ukida prva odreba nagodbe iz 1868. i svi ostali amandamani nakon nje. Sabor također proglašava jedinstvo i ujedinjenje svih hrvatskih zemalja i ulazak u Državu SHS. Zanimljivost je da Sabor nikada nije svrgnuo s prijestolja kralja Karla I., niti je potvrdio ulazak Hrvatske (SHS) u državnu zajednicu sa Srbijom što je danas navedeno u preambuli ustava RH.

## Bjelovučićev prijedlog Austro-Ugarsko-Hrvatske Monarhije
U prijedlozima trijalizma Austro-Ugarska Monarhija preimenovala bi se u Austro-Ugarsko-Hrvatsku Monarhiju. Svaki vladar bi se morao zasebno kruniti u Austriji, Ugarskoj i Hrvatskoj. Svi zajednički poslovi bi nosili prednaslov c.k. (carski i kraljevski).
Zajednički poslovi u Austro-Ugarsko-Hrvatskoj:
- Ministarstvo mornarice sa sjedištem u Puli, za koje svaka državna cjelina izdvaja 1/3 troškova. Zastava mornarice plave je boje sa slovima A-H-C (Austria, Hungaria, Croatia). Visoke pomorske škole nalazile bi se u Rijeci i Splitu. Glavne ratne luke postale bi Pula i Klek-Neum.[15]
- Ministarstvo kopnene vojske, čini zajedničku vojsku sa sjedištem u Beču. Svaka državna cjelina imala bi zasebnu obuku i upravu nad vojskom s vlastitim časničkim kadrom i jezikom.[16]
- Ministarstvo vanjskih poslova, sa sjedištem u Beču. Poslanici ministarstva bi se izdvajali po trećinu iz svake državne cjeline, ujedno bi i troškove ministarstva jednu trećinu morala plaćati svaka državna cjelina.[16]
- Skupština, prema trijalističkom prijedlogu svaki državni sabor bi slao po četrdeset predstavnika u zajedničku skupštinu.[17]

Kraljevina Hrvatska
Prema Bjelovučićevu prijedlogu opseg države bi činile Slovenske zemlje, Istra, Rijeka, Hrvatska-Slavonija, Dalmacija, Bosna i Hercegovina. Trst uz zapadnu Istru postali bi posebno autonomno područje s Talijanima u političkom smislu izjednačenima s Hrvatima unutar Kr. Hrvatske. Slovenci, Hrvati i Srbi uživali bi narodnu slobodu pogotovo na lokalnoj razini. Službeni grb čini šahirana bijelo-crvena polja i hrvatska kruna iznad njega, on se također nalazi na sredini trobojne (crveno-bijelo-plave) zastave. Trijalistički prijedlog nalaže zasebno hrvatsko tituliranje plemstva i izjednačavanje bosanskog (Islamskog) s onim hrvatskim. Školstvo je definirano kroz hrvatski jezik kao službeni, traži se osnivanje visokih učilišta, pomorskih i vojnih akademija na prostoru Kr. Hrvatske. Bogoštovlje čine službene vjere a to su Katolička, koja bi se uzdigla na nacionalnu razinu te bi zagrebački nadbiskup ujedno postao i primas hrvatski. Pravoslavna crkva, razdvojila bi se na srpsku i hrvatsku pravoslavnu. Protestantska crkva, uveo bi se hrvatski jezik. Islamska vjeroispovijest, sa sjedištem u Sarajevu u kojem se nalazi Reisul-ulema i vakufsko-mearifskih sabor. Judaizam, pokušalo bi se uvesti hrvatski jezik koliko to dopušta vjera.
Ministarstva u Kr. Hrvatskoj, prema Bjelovučićevu prijedlogu
- Kraljevsko hrvatsko ministarstvo financija.[19]
- Kraljevsko hrvatsko ministarstvo pravde.[19]
- Kraljevsko hrvatsko ministarstvo trgovine i hrvatskih kolonija (kolonije predstavljaju iseljene Hrvate).[19]
- Kraljevsko hrvatsko ministarstvo poljodjelstva.[20]
- Kraljevsko hrvatsko ministarstvo domobranstva[20]
- Kraljevsko hrvatsko ministarstvo željeznica i saobraćaja[20]